# 統合派與分割派
統合派與分割派（英語：Lumpers and splitters）是指在事物分類上的兩種不同原則。此問題經常發生在生物學上對生物類群的歸類，或是語言學上對語系、語言或方言的分類等領域。

## 釋義
「統合者」（lumper）傾向對事物作整體定義，並對這些事物的相似之處進行概括性的歸類；而「分割者」（splitter）則傾向對事物作精細定義，並對這些事物的差異之處建立新的小分類。

## 外部連結
- Abstraction: Lumpers and Splitters （页面存档备份，存于）
- Lumper Vs. Splitter （页面存档备份，存于） on TV Tropes, a wiki dedicated to recurring themes in fiction, metafiction, and real life